# Cheryl Bernard
Cheryl Bernard (née le 30 juin 1966 à Grande Prairie) est une curleuse canadienne.

## Palmarès
Cheryl Bernard remporte la médaille d'argent des Jeux olympiques de 2010 lors de la finale lorsque son équipe s'incline 7 à 6 contre l'équipe de Suède.  L'équipe canadienne de curling est alors composée de Cheryl Bernard (Skip), Susan O'Connor, Carolyn Darbyshire, Cori Bartel et Kristie Moore. 
| Épreuve / Édition | Vancouver 2010 |
| Curling           | Argent         |